# Chironomus xanthus
Chironomus xanthus är en tvåvingeart som beskrevs av Rempel 1939. Chironomus xanthus ingår i släktet Chironomus och familjen fjädermyggor. Inga underarter finns listade i Catalogue of Life.